# Keddie
Keddie es un lugar designado por el censo en el condado de Plumas en el estado estadounidense de California. En el año 2000 tenía una población de 96 habitantes y una densidad poblacional de 56 personas por km².

## Geografía
Keddie se encuentra ubicado en las coordenadas 40°0′21″N 120°57′25″O / 40.00583, -120.95694. Según la Oficina del Censo, la ciudad tiene un área total de 1,7 km² (0,7 mi²), de la cual 1,7 km² (0,7 mi²) es tierra y 0 km² (0 mi²) (0%) es agua.

## Demografía
Según la Oficina del Censo en 2000 los ingresos medios por hogar en la localidad eran de $64,583, y los ingresos medios por familia eran $76,721. Los hombres tenían unos ingresos medios de $0 frente a los $50,227 para las mujeres. La renta per cápita para la localidad era de $22,685. Alrededor del 8.9% de la población estaban por debajo del umbral de pobreza.